# Protoschrift
Protoschrift of proto-schrift is een soort voorloper van het schrift.
Zo rond 3400 jaar voor onze tijdrekening wordt het alleroudste menselijke schrift gesitueerd. Het was een gevolg van het gegeven dat het geheugen van de toenmalige mens ontoereikend werd om alle gegevens van de steeds complexer wordende samenlevingen op te kunnen slaan.
In de fase voordat schrijfsystemen met alfabetten, ideografisch schrift en syllabisch schrift uitgevonden werden, gebruikten mensen voorwerpen en afbeeldingen van bijvoorbeeld dieren en personen.
Door Australische Aborigines werden wel kerfstokken gebruikt, en door onder meer de Inca's knopen in koorden, om aantallen vast te leggen. Boodschappers konden aan de hand van deze hulpmiddelen, die als protoschrift gezien kunnen worden, aanvullende informatie over de getallen doorgeven.
Een ander voorbeeld zijn de rotstekeningen van Lascaux waar jachttaferelen zijn afgebeeld met rennende jagers en werpspiesen in de hartstreek van de prooi. Een dergelijke afbeelding kan gezien worden als een soort gebruiksaanwijzing voor aanstaande jagers. Het is een soort beeldschrift zoals ook de latere hiërogliefen van de Egyptenaren, maar mogelijk is het ook bedoeld als een afbeelding (gedenkteken) van een gebeurtenis. Gedurende de periode van de Egyptenaren  evolueerde het schrift tot een echt schrift, dat wil zeggen een weergave van een taal.
Uhlenbeck zegt dat er in beginsel sprake is van een communicatiesysteem door middel van conventionele zichtbare tekens en dat de mens al zeer vroeg (20.000 jaar geleden en vroeger) de behoefte heeft gevoeld tekeningen te maken. Anders gezegd, schrijven deed men door te tekenen. Wat zou men elkaar willen vertellen door middel van rennende (gewapende) jagers en prooidieren getroffen door werpspiesen? Het kan twee redenen hebben. Enerzijds een triomf (een soort van ritueel) na een succesvolle jacht. Anderzijds kan het een soort van beeldschrift zijn om uit te leggen op welke wijze werd gejaagd. Men deelt elkaar iets mede door een aantal tekeningen of een soort van pictogrammen. Bijvoorbeeld de afbeelding bij een rotspad in Nieuw Mexico (VS) van een omgekeerde ruiter te paard, waarnaast een berggeit in normale positie. Dit ter aanduiding (Gelb) dat het betrokken pad een geitenpad is en ongeschikt was voor ruiters te paard. De Ewe in Afrika tekenden een draad in een naald om te zeggen dat de draad de naald volgen zal, oftewel anders gezegd ´´de appel valt niet ver van de boom´´. Dit is eveneens te bezien als protoschrift ofwel een grondslag van het ontstaan van schrifttekens in latere tijden.
Wat als protoschrift kan worden beschouwd, is niet altijd exact te bepalen doordat er per definitie geen geschiedschrijving plaatsvond in de prehistorie.